# 韋斯·斯塔蒂
衛斯里·「韋斯」·斯塔蒂（英語：Wesley "Wes" Studi，1947年12月17日—），切羅基男演員，出生於美國奧克拉荷馬州塔勒闊。時常在電影中飾演印第安人形象的角色而聞名。知名作品如《與狼共舞》（1990年）、《大地英豪》（1992年）、《印第安傳奇》（1993年）、《終極鬥士》（2002年）、《新世界》（2005年）、《阿凡達》（2009年）和《百萬種硬的方式》（2014年）。

## 外部連結
- 官方網站 （页面存档备份，存于）
- 韋斯·斯塔蒂在互联网电影资料库（IMDb）上的資料（英文）